# Пальма, Анибаль
Анибаль Франсиско Пальма Фуркад (исп. Aníbal Francisco Palma Fourcade; 31 октября 1935, Сантьяго — 16 февраля 2023) — чилийский политический деятель, дипломат и юрист. Министр народного просвещения Чили (17 июня — 2 ноября 1972 года), генеральный секретарь Кабинета министров (27 марта — 9 августа 1973 года), министр жилищного строительства и городского развития (9 — 28 августа 1973 года) в правительстве Сальвадора Альенде. Посол Чили в Коста-Рике (1995—1997) и Колумбии (1997—2000).

## Биография
Родился в смешанной семье (отец — чилиец, мать — аргентинка). Стал сиротой в 4 года, окончил среднюю школу в Национальном интернате имени Баррос Араны в Сантьяго.
В 1959 году с отличием окончил юридический факультет Чилийского университета, где познакомился с будущими видными чилийскими политиками Рикардо Лагосом и Хорхе Аррате.

## Политическая карьера

### Начало
В 1952 году Пальма вступил в Радикальную партию Чили и в том же году был избран генеральным секретарем Федерации студентов Чилийского университета. Он занимал этот пост до 1957 года, когда проиграл на выборах представителю Христианско-демократической партии (ХДП) Патрисио Рохасу.
В 1971 году вошёл в Национальный исполнительный комитет Радикальной партии.

### В «Народном единстве»
Активно поддержал кандидатуру Сальвадора Альенде на президентских выборах 1970 года, после его победы получил пост заместителя министра иностранных дел в правительстве Народного единства. Представлял Чили на конференции Организации американских государств, состоявшейся в 1972 году в Вашингтоне.
По возвращении в страну, Пальма был назначен министром народного просвещения. Отвечал за реализацию в конечном итоге не введённого проекта Объединённой национальной школы (перехода к всеобщему бесплатному среднему образованию), вызвавшего резкое неприятие правой оппозиции и Католической церкви.
После отставки попытался избраться в Сенат от провинции Сантьяго в 1973 году, но проиграл, так как по этому же округу шли лидеры ведущих партий страны (от «Народного единства» были избраны генсек Социалистической партии Карлос Альтамирано и секретарь Коммунистической партии Володя Тейтельбойм, от оппозиционной «Конфедерации за демократию» — лидер ХДП Эдуардо Фрей, руководитель Национальной партии Серхио Харпа и христианский демократ Хосе Мусалем).
В последние месяцы правления «Народного единства» занимал посты Генерального секретаря Кабинета министров и министра жилищного строительства и городского развития.
11 сентября 1973 года, в день военного переворота, успел на автомобиле «Fiat 600» прибыть во дворец «Ла-Монеда» до того, как его блокировали силы путчистов, и попросил у президента Альенде разрешения «быть на рабочем месте рядом с ним». Принимал участие в обороне президентского дворца, после того, как Альенде приказал защитникам сдаться в плен в связи с исчерпанием возможностей к сопротивлению — покинул «Ла-Монеду» и был арестован.

### В период военной диктатуры
После ареста вместе с большинством своих коллег по правительству (Эдгардо Энрикес, Хосе Тоа, Орландо Летельер, Педро Вускович, Фернандо Флорес), заключён в концлагерь на острове Досон, впоследствии был переведён в тюрьму «Трес-Аламос», содержался также и в других тюрьмах. Формально ему было предъявлено обвинение в хищении государственных средств.
В 1976 году смог бежать из страны в ФРГ, где установил контакты с руководством Социнтерна. Работал в Бременском университете, участвовал в деятельности СДПГ. В 1985 году вернулся в Чили, где присоединился к сопротивлению военной диктатуре генерала Пиночета.
Вместе с Луисом Фернандо Луенго Пальма присоединился к левому крылу Радикальной партии, которое отделилось от основной части партии во главе с Энрике Сильвой Симмой и в 1987 году сформировало Демократическую социалистическую радикальную партию, которая в 1988 году вошла в организованную вокруг компартии коалицию «Объединённые левые».
После начала переходного периода снова выдвинулся в Сенат, на этот раз от региона Тарапака, в качестве независимого кандидата от «Коалиции партий за демократию», и вновь проиграл, на этот раз заняв третье место.

### После восстановления демократии в Чили
В 1990 году ДСРП прекратила своё существование, воссоединившись с Радикальной партией, и Пальма вступил в Социалистическую партию Чили. В период президентства Эдуардо Фрея Руис-Тагле получил назначения послом Чили в Коста-Рике (1995—1997) и Колумбии (1997—2000).
После возвращения из Колумбии ушёл из политики, посвятив свою деятельность юридической практике по гражданским, коммерческим, трудовым и семейным вопросам. В апреле 2017 года был назначен директором и вице-президентом Совета директоров государственной компании Ferrocarril Arica-La Paz SA, дочерней компании Grupo EFE.
Скончался 16 февраля 2023 года в возрасте 87 лет.

## Личная жизнь
Дважды был женат (на Марии Глории Понсе Пенсе и Ракель Алехандре Инфанте Рассо), двое детей.